# Tophus

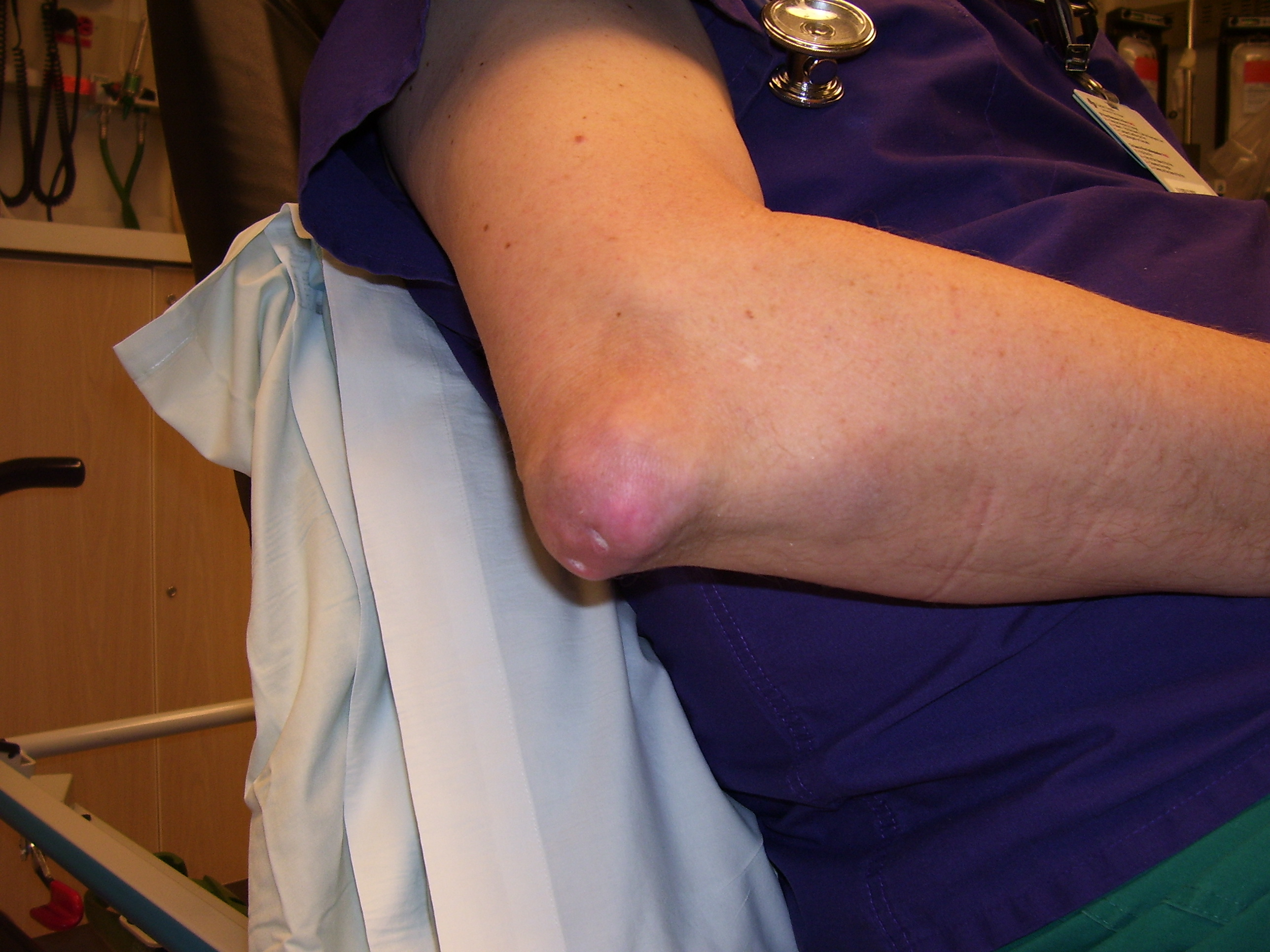
Tophus au niveau du coude chez un homme présentant une goutte chronique

Un tophus — tophus ou tophi au pluriel — est un dépôt de cristaux d'acide urique sous forme d'urate de sodium à pH physiologique, que l'on trouve généralement après une décennie chez des patients goutteux non ou mal traités. Ces cristaux se trouvent entourés par des macrophages, des polynucléaires neutrophiles, des lymphocytes, des mastocytes et des cellules géantes, constituant un granulome à corps étranger. Généralement indolores, ils peuvent s'inflammer et devenir très douloureux. On les trouve le plus souvent dans les ligaments et les tissus mous autour des articulations, de même que sur les oreilles ou le tendon d'Achille. Le tophus est une manifestation classique des formes les plus évoluées de goutte.
Les cristaux de l'urate sont isolés grâce à des protéines qui protègent le corps contre leur potentiel inflammatoire, or des microtraumatismes de l'articulation ou son environnement, un stress médical ou chirurgical, ou des changements rapides de l'uricémie (régime alimentaire, usage des diurétiques, début ou grande modification d'un traitement hypouricémiant, etc.), tous sont des facteurs qui peuvent libérer les cristaux de l'urate  des tophi et accélérer leur cristallisation au niveau des articulations. Mis à nu, ils déclenchent une réaction inflammatoire à macrophages, qui est initiée par le complexe inflammasome NLRP3.  L'activation de l'inflammasome NLRP3 recrute l'enzyme caspase 1, qui convertit la pro-interleukine 1β en interleukine 1β active, l'une des protéines clés de la cascade inflammatoire. C'est la crise de goutte.
D'autres facteurs importants peuvent déclencher la crise, tels que les basses températures (expliquant partiellement la prédilection pour le pied), l'état de l'hydratation articulaire, l'acidose (le ph acide augmente la nucléation de l'uréate de sodium) et les protéines de la matrice extracellulaire.